# Rue Daliphard
La rue Daliphard est une voie de la commune française de Rouen.

## Situation et accès
La rue Daliphard est une rue de Rouen.

## Origine du nom
La rue Daliphard est nommée d’après le nom d’un ancien propriétaire qui concéda en 1822 les terrains sur lesquels elle fut bâtie,.

## Historique
Le 24 novembre 1822, le conseil municipal de Rouen accepte la concession gratuite d’un terrain offerte par monsieur Daliphard. Cette concession permet l’ouverture d’une rue allant de la rue des Champs à la rue des Capucins.

## Bâtiments remarquables et lieux de mémoire

### Dans la littérature
Liste non-exhaustive des apparitions de la rue Daliphard dans la littérature :
- Sylvère Monod, Madame Homais, Paris, Belfond, 1987, 23 cm (ISBN 2-7144-2103-2, BNF 34924948), chap. 2 (« Marie et son mari »).